# Euratsfeld
Euratsfeld – gmina targowa w Austrii, w kraju związkowym Dolna Austria, w powiecie Amstetten. Liczy 2,54 tys. mieszkańców (1 stycznia 2014).